# Kroatië op het Eurovisiesongfestival 1993
Kroatië nam deel aan het Eurovisiesongfestival 1993 in Millstreet, Ierland. Het was de 1ste deelname van het land op het Eurovisiesongfestival. De selectie verliep via het jaarlijkse Dora. HRT was verantwoordelijk voor de Kroatische bijdrage voor de editie van 1993.

## Selectieprocedure
De eerste kandidaat en lied voor het festival werd gekozen door een nationale finale, genaamd Dora.
Deze werd gehouden in de Crystal Ballroom van het Hotel Kvarnar in Opatija op 28 februari 1993.
De show werd gepresenteerd door Sanja Doležal, die reeds deelnam voor Joegoslavië in 1987, en Franco Lasic.
In totaal deden er 15 artiesten mee aan deze finale en de winnaar werd gekozen door 11 regionale jury's.

| Volgorde | Artiest                  | Lied                           | Plaats | Punten |
| -------- | ------------------------ | ------------------------------ | ------ | ------ |
| 1        | Davor Borno              | "Ispod zvjezdica"              | 8      | 23     |
| 2        | Nina Badrić              | "Ostavljam te"                 | 7      | 24     |
| 3        | Alka Vuica & Sandi Cenov | "OK"                           | 11     | 10     |
| 4        | K-2                      | "Pepeljuge su same"            | 15     | 0      |
| 5        | Alter Ego                | "Ritam u grudima"              | 13     | 2      |
| 6        | Neki to vole vruće       | "Sve me podsjeca na nju"       | 3      | 54     |
| 7        | Put                      | "Don't Ever Cry"               | 1      | 85     |
| 8        | Zorica Kondža            | "Nema mi do tebe"              | 4      | 51     |
| 9        | Academia                 | "Tam Tam Ta Ram"               | 14     | 1      |
| 10       | Ivo Amulić               | "Odlazim"                      | 5      | 48     |
| 11       | Tony Cetinski            | "Nek te zagrli netko sretniji" | 6      | 33     |
| 12       | Maja Blagdan             | "Jedini moj"                   | 2      | 76     |
| 13       | Leteći odred             | "Cijeli je svijet zaljubljen"  | 9      | 19     |
| 14       | Dorian                   | "Lady"                         | 12     | 3      |
| 15       | Dražen Žanko             | "Gordana"                      | 10     | 11     |

## In Millstreet
In Ierland moest Kroatië optreden als 21ste van 25 deelnemers, net na Nederland en voor Spanje. Op het einde van de puntentelling bleken ze op een 15de plaats te zijn geëindigd, wat het beste resultaat was van de 3 debuterende landen.
België en Nederland hadden respectievelijk 4 en 0 punten over voor deze inzending.

### Gekregen punten

#### Finale
| 12 punten  | 10 punten            | 8 punten              | 7 punten | 6 punten |
| ---------- | -------------------- | --------------------- | -------- | -------- |
|            |                      | - Verenigd Koninkrijk |          | - Israël |
| 5 punten   | 4 punten             | 3 punten              | 2 punten | 1 punt   |
| - Portugal | - België - Noorwegen | - Zwitserland         |          | - Spanje |

### Punten gegeven door Kroatië

#### Finale
Punten gegeven in de finale:
| 12 punten | Noorwegen           |
| 10 punten | Verenigd Koninkrijk |
| 8 punten  | Frankrijk           |
| 7 punten  | Spanje              |
| 6 punten  | Ierland             |
| 5 punten  | IJsland             |
| 4 punten  | Malta               |
| 3 punten  | Nederland           |
| 2 punten  | Zwitserland         |
| 1 punt    | Turkije             |